# 포틀랜드 플레이스

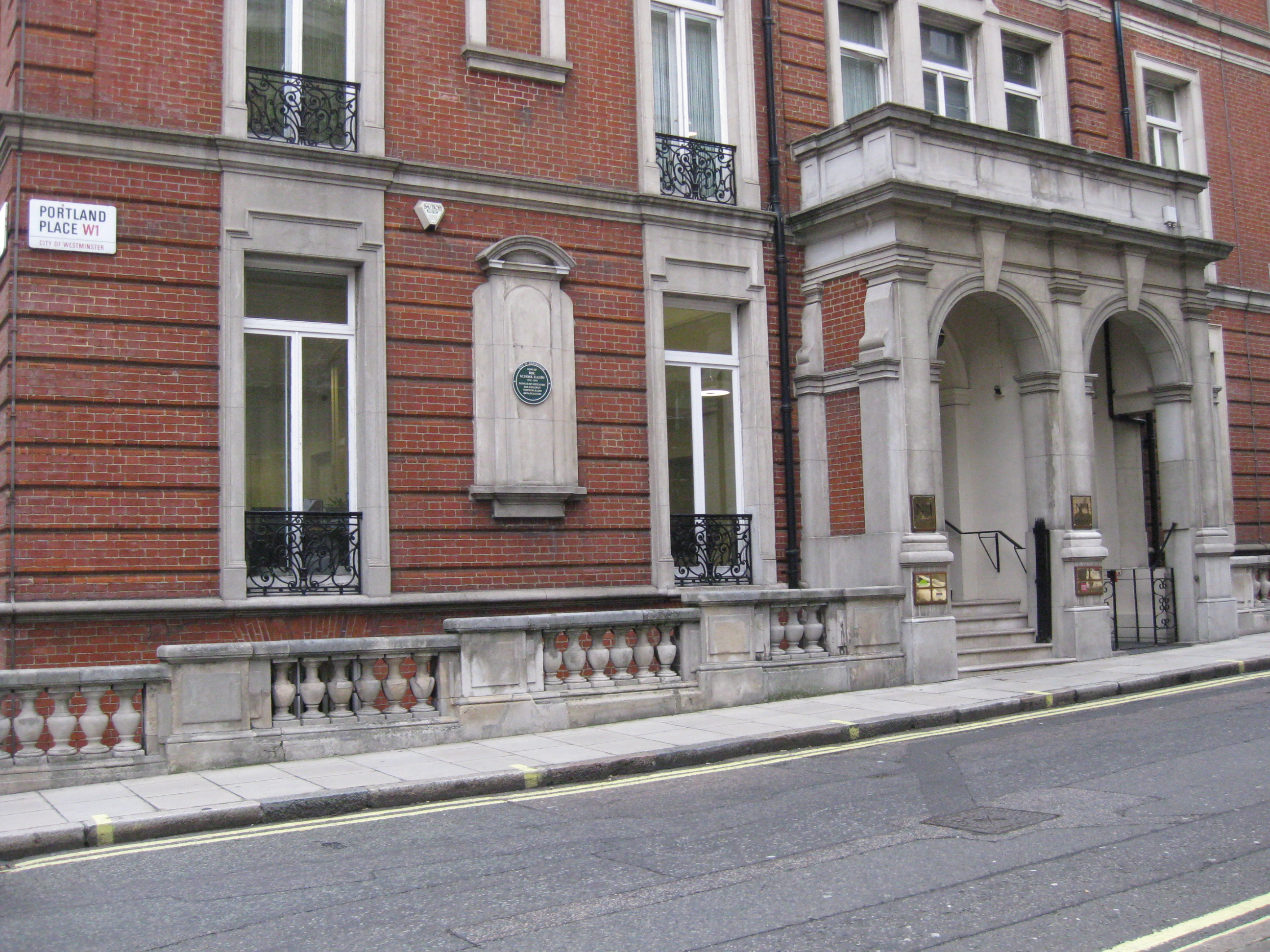
포틀랜드 플레이스 1번지 건물

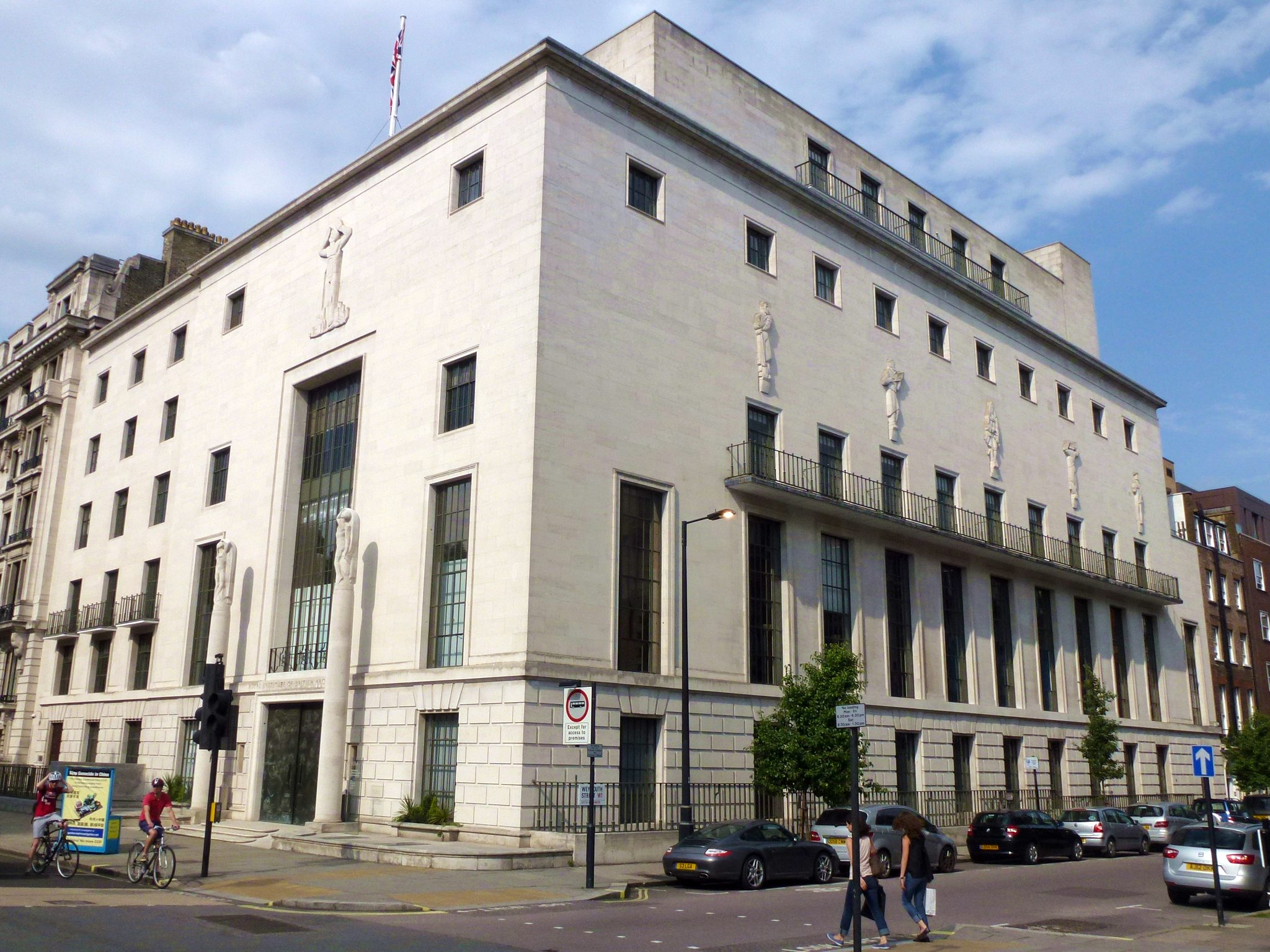
포틀랜드 플레이스 66번지에 위치한 영국 왕립 건축가 협회 본부는 1930년대 조지 그레이 워넘이 설계한 건물로, 등록문화재 제2급으로 지정되어 있다.

포틀랜드 플레이스 (Portland Place)는 영국 센트럴런던의 메릴본 구역에 위치한 거리이다. 명칭은 조지 시대 영국 총리였던 제3대 포틀랜드 공작에서 유래하였다. BBC의 본사가 위치한 BBC 브로드캐스팅 하우스, 주영중국대사관, 주영폴란드대사관, 영국 왕립 건축가 협회 본부가 위치해 있으며, 런던 시내의 거리치고 큰 너비로 설계된 것이 특징이다.
포틀랜드 플레이스에는 애덤 형제가 설계한 조지시대 양식의 대형 테라스 하우스가 지금도 남아 있으며, 20세기 들어서 지어진 건물과 런던 대공습 당시 지어진 초소도 남아 있는 유서깊은 거리이다. 행정구역상으로는 시티오브웨스트민스터의 메릴본하이스트리트 워드에 자리해 있으며, 할리 스트리트 보존구역에도 걸쳐 있다.

## 역사

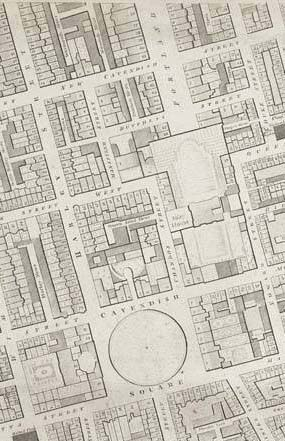
1790년대 런던 지도. 위쪽의 큼직한 거리가 포틀랜드 플레이스다. 당시 남쪽으로 이어지던 거리가 폴리 하우스의 정원 인근에서 끊긴 것을 볼 수 있다.

포틀랜드 플레이스는 1770년대 포틀랜드 공작의 명을 받은 건축가 형제 로버트 애덤과 제임스 애덤이 조성한 거리로, 원래는 폴리 하우스라고 하는 연립저택의 정원에서부터 시작해 북쪽으로 이어지는 거리였다. 거리의 너비가 널찍하게 설계된 이유는 포틀랜드공이 자신의 세입자였던 토마스 폴리 경으로 하여금 북쪽 조망이 탁 틔여 보여야 한다는 조건을 내걸었기 때문이다.
1800년대 들어서 포틀랜드 플레이스는 섭정왕자을 위한 왕립 도로에 들어가게 되었다. 건축가 존 내시가 설계한 이 도로는 칼튼 하우스에서 랭엄 플레이스를 거쳐 리젠츠 파크까지 이어지도록 했으며, 그 중간에 들어간 포틀랜드 플레이스의 너비는 런던 중심가치고는 굉장히 넓은 33m에 달하게 되었다. 당시 설계에서는 피카딜리 서커스와 옥스퍼드 서커스를 이을 세번째 대형 원형광장인 '리젠트 서커스'를 이곳에 조성한다는 야심찬 계획도 들어갔으며, 실현되지는 못했지만 지금도 포틀랜드 플레이스와 메릴본 로드가 만나는 교차로 인근을 보면 널찍한 공간이 남아있는 흔적을 찾아볼 수 있다.

## 건축물

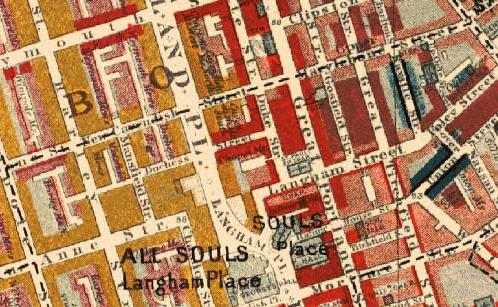
1889년 런던 지도의 랭엄 플레이스. 포틀랜드 플레이스와 리전트 스트리트를 잇는 짧은 길목이었다.

오늘날 포틀랜드 플레이스의 건물은 대부분 기업 본사, 기관 건물, 외국 대사관, 자선단체가 입주해 있다. 대표적인 건축물로 포틀랜드 66번지 건물에 위치한 영국 왕립 건축가 협회 본부, 바로 건너편에 있는 주영 중국 대사관을 들 수 있다. 이 때문에 한동안 파룬궁 수련자들이 협회본부 건물 앞에서 대사관을 바라보며 중국 정부의 탄압을 규탄하는 침묵시위를 벌이기도 했다. 이 밖의 외국공관으로는 주영 폴란드 대사관, 주영 포르투갈 영사관, 케냐 고등법무관소, 스웨덴 대사 관저, 주영 콜롬비아 대사관 등이 있다.
이와 더불어 포틀랜드 플레이스에는 연립대저택으로만 구성된 전용 블럭이 따로 있는데, 이곳 1번지에는 영국 화학공학자 협회, 41번지에는 영국 의학 아카데미, 23번지에는 영국 간호조산 위원회, 67번지에는 영국 공군 자선기금, 76번지에는 영국 물리학회가 입주해 있다. 영국 물리학회 본부의 경우 기존의 테라스 하우스 두 건물을 허물고 새로 지은 것이다. 이때 사라진 건물 중 하나는 영국의 작가이자 정치인이었던 존 버컨이 1912년부터 1919년까지 머물던 곳으로서, 버컨의 유명소설 <39계단>의 등장인물 리처드 헤니의 런던 자택이 포틀랜드 플레이스에 위치해 있다는 설정의 유래가 되기도 했다.
북쪽 끝자락에는 존 내시가 설계한 반원형 연립저택인 파크 크레센트가 있는데 여기서 파크 스퀘어와 리젠츠 파크와 이어진다. 반대로 남쪽 끝으로 가면 보이는 랭엄 플레이스에 빅토리아 건축양식으로 지어진 랭엄 호텔과 브로드캐스팅 하우스가 들어서 있다. 이 랭엄 플레이스는 포틀랜드 플레이스와 리젠트 스트리트를 잇는 짧은 도로인데, 실제로 가서 보면 하나로 이어진 거리로 착각하기 쉽다. 이 브로드캐스팅 하우스 건너편 포틀랜드 플레이스 남쪽 끝에는, 등록문화재 2급으로 등재된 퀜틴 앨리스 호그 추모비가 브워져 있다.
이밖에도 애버콘 스쿨, 퀸스 칼리지, 사우스뱅크 국제학교 등의 사립학교가 포틀랜드 플레이스에 위치해 있다.

## 같이 보기
- 브로드캐스팅 하우스
- 런던의 거리 목록

## 참고자료
- Georgian London (1945) by Sir John Summerson ISBN 0-7126-2095-8

1. ↑  “Harley Street Conservation Area Map September 2007” (PDF). Westminster City Council. 28 July 2011에 원본 문서 (PDF)에서 보존된 문서. 21 May 2010에 확인함.
2. ↑  Taggart, Caroline (2012). 《The Book of London Place Names》 (영어). Random House. 134쪽. ISBN 9781448146642. 2018년 4월 4일에 확인함.
3. ↑  Norrie, Ian; Bohm, Dorothy (1984). 《Walks Around London – A Celebration of the Capital》. London: Andre Deutsch. ISBN 0-233-97979-4.
4. ↑  《Plan of a Street Proposed from Charing Cross to Portland Place》 (지도). Commissioners of Woods and Forests. 1811. 21 November 2016에 원본 문서에서 보존된 문서. 21 November 2016에 확인함.
5. ↑  "John Buchan the Presbyterian Cavalier", 앤드류 로니
6. ↑  영국의 자선가 퀜틴 호그와 아내 앨리스 호그를 기리는 동상
7. ↑  Historic England. “Statue of Quintin Hogg (1226993)”. 《National Heritage List for England (NHLE)》. 2014년 12월 1일에 확인함.